# Salomon Smith

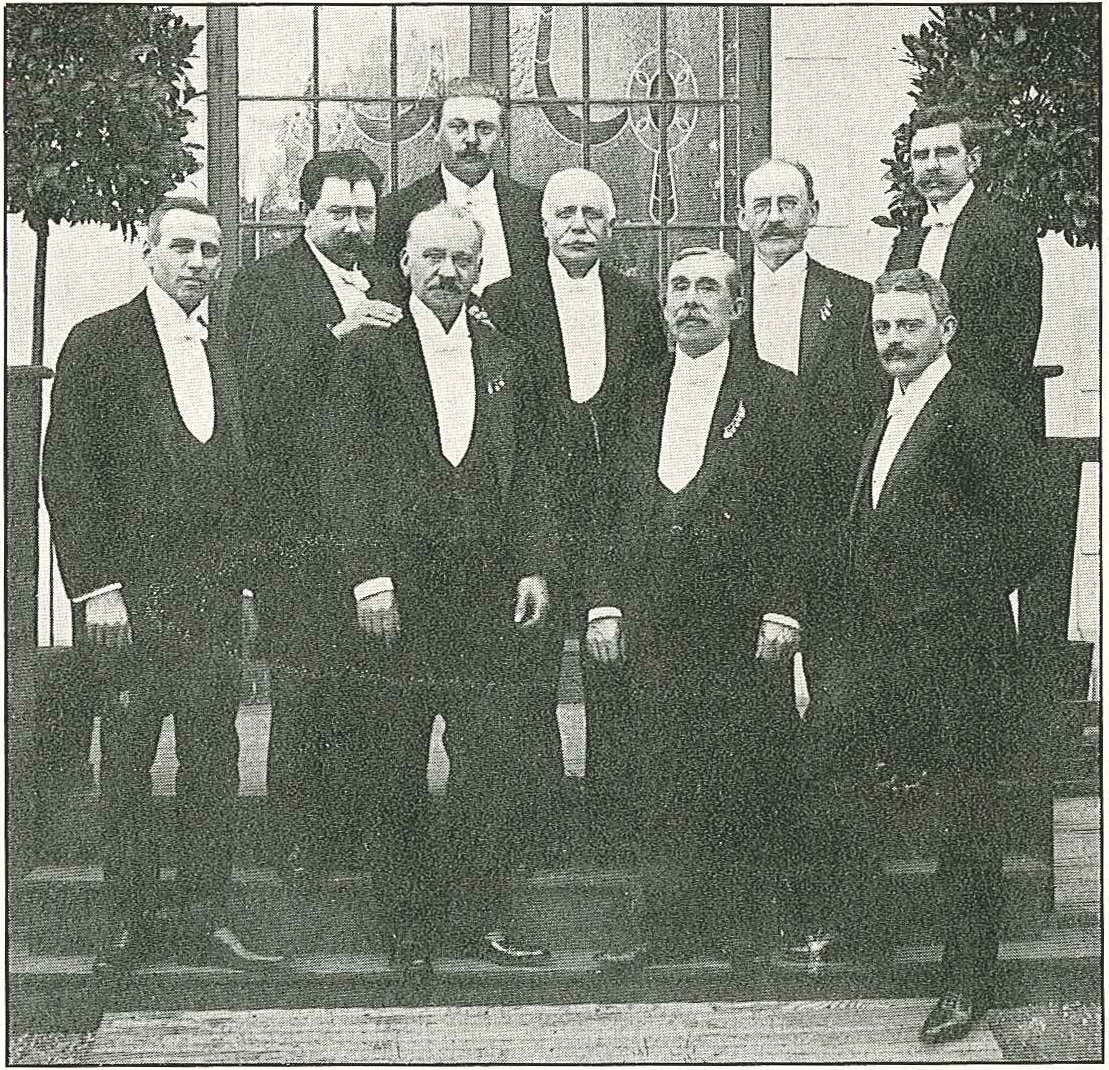
Salomon Smith står näst längst till höger (med pincené) i bakre raden på denna gruppbild från den första av honom arrangerade kammarmusikfestivalen i Ystad 1910. För uppgift om övriga personer på bilden, se Salomon Smiths Kammarmusikförening.

Salomon Wilhelm Anders Smith, född 6 maj 1853 i Trelleborgs landsförsamling, Malmöhus län, död 16 januari 1938 i Ystads församling, Malmöhus län, var en svensk apotekare, violinist och bassångare.  Han var son till apotekaren Johan Gustaf Smith och Augusta Charlotta Bruzelius.

## Biografi
Smith studerade violinspel för August Körling och Fridolf Book samt sång för Julius Günther och Fritz Arlberg. Efter apotekarexamen 1874 var Smith anställd på faderns apotek i Ystad, vilket han var innehavare av 1882–1917. Han var bland annat även ledamot av styrelsen för Sparbanken i Ystad. I denna stad kom han att utveckla sin musikaliska begåvning; som medlem av en stråkkvartett trakterade han violin som primarie, tillsammans med Felix Körling (viola) och August Körling (cello). 
Han framträdde även som violast tillsammans med de italienska musiker som 1907 grundade Malmö Musikkonservatorium och som senare bildade stomme i Malmö Kammarmusikförenings verksamhet. 
Salomon Smith deltog i Uppsalastudenternas sångarfärder 1876 och 1878 och framträdde även som konsertsångare i ett flertal europeiska huvudstäder, däribland London, Paris och Wien. 
Hans namn lever genom Salomon Smiths Kammarmusikförening, som tidigare hette Malmö Kammarmusikförening men 1928 antog det nya namnet för att hedra Salomon Smith på hans 75-årsdag. Föreningens tidigaste namn var Sydsvenska Kammarmusikföreningen, som bestod av de sammanslagna föreningarna i Malmö och Ystad. Båda hade startat 1910, Ystadsföreningen med Salomon Smith som initiativtagare. 
Enligt kammarmusikföreningens dokument på nätet är Salomon Smiths namn förknippat med Jussi Björlings: "Det var den generöse Smith som försåg den tonårige, föräldralöse Björling, vinddriven till Ystad, med ett överlevnadsstipendium, så att han kunde fara till Stockholm och sjunga upp för John Forsell, något som avgjorde Jussis öde".
Salomon Smith tilldelades Litteris et Artibus 1888 och den 17 december 1890 invaldes han som ledamot 481 av Kungliga Musikaliska Akademien och utsågs 1921 till professor musices. Han var ledamot av styrelsen för Baltiska utställningen i Malmö 1914 och av dess subkommitté för kongresser och dylikt.
Utöver att vara musiker och apotekare var Smith även inblandad i järnvägsrörelsen i Skåne som styrelseordförande i Malmö-Ystads Järnväg och Ystad–Eslövs Järnväg.